# Molophilus gununo
Molophilus gununo är en tvåvingeart som beskrevs av Günther Theischinger 1992. Molophilus gununo ingår i släktet Molophilus och familjen småharkrankar. Inga underarter finns listade i Catalogue of Life.